# بات غريفين
بات غريفين (بالإنجليزية: Pat Griffin)‏ هو لاعب كرة القدم الغالية أيرلندي، ولد في 1944 في غلينبييغ ‏ في جمهورية أيرلندا.